# Pavle Branović
Pavle Branović, italianizzato in Paolo di Serbia (in serbo Павле Брановић?; in greco bizantino Παῦλος, trasl. Paulos) (Stari Ras, 870 circa – 921), fu un principe serbo della dinastia dei Vlastimirović che rimase al potere in Serbia dal 917 al 921.
Figlio di Bran Mutimirović, Pavle salì al trono grazie al supporto dello zar bulgaro Simeone I di Bulgaria, che aveva imprigionato il precedente regnante, ovvero Petar, dopo che questi era diventato alleato dell'Impero bizantino. Pavle regnò per quattro anni, prima di essere destituito da Zaharija Pribislavljević, suo cugino.

## Biografia

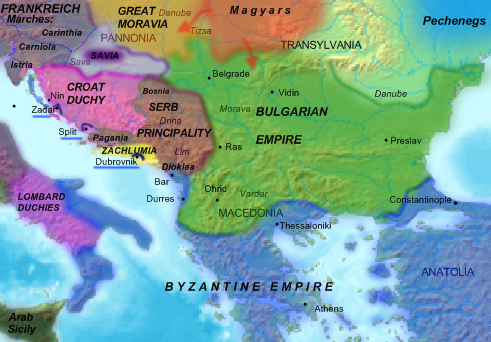
I Balcani all'inizio del 900, quando Petar Gojniković era al comando della Serbia

Figlio di Bran della dinastia dei Vlastimirović, a sua volta figlio di mezzo di Mutimiro, Pavle nacque intorno o poco dopo l'870. Il suo nome cristiano, che cozza rispetto ai nomi dei suoi antenati di fede pagana, dimostra secondo gli storici la diffusione della religione cristiana nella società serba della fine del IX secolo. Dopo la morte di Mutimiro, suo nonno, nell'891, Pribislavo gli succedette come principe. Pribislavo governò per un breve periodo di un anno, quando Petar fece ritorno dalla Croazia e lo esautorò. Anche Pribislavo fuggì in Croazia in cerca di asilo, facendosi accompagnare dai fratelli Bran (padre di Pavle) e Stefano. Bran fece in seguito ritorno in Serbia e capeggiò un'infruttuosa ribellione contro Petar nell'894. Nell'894 circa, Bran cercò di spodestare Petar con l'aiuto dei croati, ma non ebbe successo, finendo catturato e accecato.
Nel 917, un esercito bizantino guidato da Leone Foca il Vecchio invase la Bulgaria, venendo però sonoramente sconfitto nella battaglia di Anchialo il 20 agosto 917. Dopo questo scontro, Simeone inviò un esercito guidato da Pavle Branović; la spedizione fallì e il sovrano serbo sbaragliò l'ennesimo pretendente. In seguito Simeone inviò due generali, Marmaim e Teodoro Sigritsa, e convinse Petar attraverso uno stratagemma a uscire allo scoperto e a incontrarli. Fu in quel frangente che egli venne fatto prigioniero e condotto in Bulgaria, dove fu imprigionato e morì nel giro di un anno. Sul trono serbo vacante Simeone insediò Pavle, che gli aveva prima garantito la sua fedeltà.
Nel 920 Zaharija, il figlio esiliato di Pribislavo, fu inviato con il consenso dell'imperatore bizantino Romano I Lecapeno (regnante dal 920 al 944) a impadronirsi del trono serbo. Tuttavia, Pavle lo sconfisse e lo catturò, consegnandolo come prigioniero a Simeone, che lo trattenne alla corte in attesa di comprendere quale destino riservargli. Dopo questo evento, i bizantini spedirono degli emissari alla corte di Pavle, cercando di persuaderlo ad avvicinarsi ai romei; nel frattempo, i bulgari cercarono invece di stringere contatti con Zaharija. Pare che i bizantini promisero e concessero molto oro a Pavle per convincerlo, circostanza che fece ritenere alla Bulgaria assolutamente seria la minaccia che Costantinopoli poteva costituire nei confronti della Serbia. Al fine di prevalere in questa lotta geopolitica, le truppe bulgare si concentrarono in Tracia, dove Simeone assediò le città. Nel 921, Pavle si convinse a passare definitivamente dalla parte dei bizantini e iniziò a preparare una campagna contro la Bulgaria. Quando Simeone, che si trovava ancora impegnato in Tracia, fu avvertito, decise di inviare alcune truppe agli ordini di Zaharija in Serbia, con la promessa che avrebbe potuto tenere per sé il trono qualora avesse esautorato Pavle. L'assalto ebbe successo; Zaharija ottenne il controllo della Serbia entro la primavera del 922. Ancora una volta, era un alleato bulgaro a sedersi sul trono serbo, sebbene tale situazione non durò per molto perché Zaharija tradì poi i bulgari. In seguito a questi eventi, Pavle scompare da qualsiasi fonte e le sue sorti restano avvolte nel mistero.

### Esplicative
1. ↑  La prima attestazione del suo nome è la versione greca "Paulos" (Παῦλος), mentre nella storiografia è noto come Pavle Branović (Павле Брановић).

### Bibliografiche
1. ↑  Ćirković (2004), p. 18.
2. ↑  Živković (2006).
3. ↑  Vlasto (1970), p. 209.
4. ↑  Fine (1991), p. 141.
5. 1 2  Ćorović (2001), cap. 2, V: Срби између Византије, Хрватске и Бугарске.
«Intorno all'890, Petar Gojniković fuggì dalla Croazia e raggiunse la Serbia dopo la morte di Mutimiro. Egli rovesciò il figlio ed erede di Mutimiro, Pribislavo, si stabilì nel paese e mantenne il trono per più di un quarto di secolo. I tre figli di Mutimiro cercarono rifugio dai croati e lì chiesero asilo e supporto. Il tentativo del fratello di mezzo Bran di rovesciare Petar con il sostegno croato non ebbe successo e avvenne intorno all'894. Lo stesso Bran sarebbe stato catturato e accecato. Fallì pure il tentativo di Clonimiro, che irruppe dalla Bulgaria e conquistò la città di Dostinica intorno all'896. Petar, la figura più carismatico, resistette a tutti. Apparentemente ruppe i rapporti con i croati, malgrado essi gli giurarono fedeltà fin dall'inizio, probabilmente perché prima anelavano a una ricompensa per le proprie azioni, salvo poi aiutare i pretendenti al trono. All'inizio Petar, probabilmente tramite suo padre o zio o parenti lì, si avvicinò ai bulgari e divenne amico del loro nuovo sovrano Simeone (dall'893). Sicuro su quel lato, iniziò ad espandersi verso ovest, a spese dei governanti di Hum e Neretlia.»
6. ↑  Fine (1991), p. 149.
7. 1 2 3  Fine (1991), p. 150.
8. ↑  Obolenskij (1974), p. 151.
9. ↑  Curta (2006), p. 226.
10. 1 2 3 4 5 6 7 8  Fine (1991), p. 152.
11. 1 2  Treadgold (1997), p. 476.
12. ↑  Treadgold (1997), p. 477.

### Fonti primarie
- Costantino Porfirogenito, De administrando imperio, a cura di Gyula Moravcsik, traduzione di Romillyi J. H. Jenkins, Dumbarton Oaks Center for Byzantine Studies, 1967, ISBN 978-0-88402-021-9.

### Fonti secondarie
- (EN) Sima Ćirković, The Serbs, Malden, Blackwell Publishing, 2004, ISBN 978-14-05-14291-5.
- (SR) Vladimir Ćorović, Историја српског народа [Storia del popolo serbo], ed. online, Belgrado, Janus; Ars Libri, 2001  [1997].
- (EN) Florin Curta, Southeastern Europe in the Middle Ages, 500-1250, Cambridge, Cambridge University Press, 2006, ISBN 978-0-511-81563-8.
- (EN) John Van Antwerp Jr. Fine, The Early Medieval Balkans: A Critical Survey from the Sixth to the Late Twelfth Century, Ann Arbor, University of Michigan Press, 1991, ISBN 0-472-08149-7.
- (EN) Dimitri Obolenskij, The Byzantine Commonwealth: Eastern Europe, 500-1453, Londra, Cardinal, 1974, ISBN 978-03-51-17644-9.
- (EN) Warren Treadgold, A History of the Byzantine State and Society, Stanford, Stanford University Press, 1997, ISBN 0-8047-2630-2.
- (EN) Alexis P. Vlasto, The Entry of the Slavs into Christendom: An Introduction to the Medieval History of the Slavs, Cambridge, Cambridge University Press, 1970, ISBN 978-05-21-07459-9.
- (SR) Tibor Živković, Портрети српских владара: IX-XII век [Ritratti di sovrani serbi (secoli IX-XII)], Belgrado, Zavod za udžbenike, 2006, ISBN 86-17-13754-1.